# Хлорид циркония(IV)
Хлори́д цирко́ния(IV) — неорганическое соединение, соль металла циркония и соляной кислоты с формулой {\displaystyle {\ce {ZrCl4}}}, бесцветные кристаллы, реагирует с водой.

## Получение
Реакцией хлора и порошкообразного циркония:
{\displaystyle {\ce {Zr + 2 Cl2 ->[200-400\ ^{{\ce {o}}}{\ce {C}}] ZrCl4}}}.
Реакцией оксида циркония(IV) и хлора в присутствии восстановителей:
{\displaystyle {\ce {ZrO_2 + 2 Cl2 + C ->[500-700\ ^{{\ce {o}}}{\ce {C}}] ZrCl4 + CO2}}}.
Реакцией ортосиликата циркония(IV) и хлора в присутствии восстановителей:
{\displaystyle {\ce {ZrSiO4 + 4 Cl2 + 4 C ->[850-1000\ ^{{\ce {o}}}{\ce {C}}]}}}
{\displaystyle {\ce {-> ZrCl4 + SiCl4 + 4 CO}}}.
Разложением оксида-дихлорида циркония при нагревании:
{\displaystyle {\ce {2 ZrOCl2 ->[250\ ^{{\ce {o}}}{\ce {C}}] ZrCl4 + ZrO2}}}.

## Физические свойства
Хлорид циркония(IV) образует бесцветные кристаллы моноклинной сингонии, параметры ячейки a = 0,6361 нм, b = 0,7407 нм, 0,6256 нм, β = 109,3°.
Известно о существовании кубической модификации с параметрами ячейки a = 1,034 нм.
В воде подвергается полному гидролизу.
Растворяется в этаноле и диэтиловом эфире.

## Химические свойства
Разлагается при нагревании:
{\displaystyle {\ce {ZrCl4 ->[1700\ ^{{\ce {o}}}{\ce {C}}] ZrCl3, ZrCl2, ZrCl}}}.
Реагирует с водой:
{\displaystyle {\ce {ZrCl4 + H2O -> ZrOCl2 + 2 HCl}}}.
Реагирует с щелочами:
{\displaystyle {\ce {ZrCl4 + 4 NaOH -> ZrO(OH)2 v + 4NaCl + H2O}}}.
При нагревании окисляется кислородом воздуха:
{\displaystyle {\ce {ZrCl4 + O2 ->[600\ ^{{\ce {o}}}{\ce {C}}] ZrO2 + 2Cl2}}}.
Цирконий вытесняется более активными металлами:
{\displaystyle {\ce {ZrCl4 + 2Mg ->[700\ ^{{\ce {o}}}{\ce {C}}] Zr + 2 MgCl2}}}.
Восстанавливается при нагревании металлическим цирконием:
{\displaystyle {\ce {ZrCl4 ->[{\ce {Zr,\ }}350\ ^{{\ce {o}}}{\ce {C}}] ZrCl3 ->[{\ce {Zr,\ }}460-500\ ^{{\ce {o}}}{\ce {C}}] ZrCl2 ->[{\ce {Zr,\ }}625-800\ ^{{\ce {o}}}{\ce {C}}] ZrCl}}}.
С хлоридами щелочных металлов образует гексахлороцирконаты:
{\displaystyle {\ce {ZrCl4 + 2 KCl ->[500\ ^{{\ce {o}}}{\ce {C}}] K2[ZrCl6]}}}.
Действуя на безводный хлорид циркония фтороводородом, можно получить фторид циркония(IV):
{\displaystyle {\ce {ZrCl4 + 4 HF ->[{\ce {t}}\ ^{{\ce {o}}}{\ce {C}}] ZrF4 + 4 HCl}}}.